# ذخیره‌گاه طبیعی ملی ولونگ
ذخیره‌گاه طبیعی ملی ولونگ (چینی ساده‌شده: 卧龙自然保护区; چینی سنتی: 臥龍自然保護區; پین‌یین: Wòlóng Zìránbǎohùqū)، یا (چینی ساده‌شده: 卧龙特别行政区; چینی سنتی: 臥龍特別行政區; پین‌یین: Wòlóng Tèbié Xíngzhèngqū) یک منطقه حفاظت‌شده، ذخیره‌گاه طبیعی، ذخیره‌گاه زیست‌کره در چین است که در ونچوان واقع شده‌است.
این ذخیره‌گاه که در سال ۱۹۶۳ با مساحت اولیه حدود ۲۰٬۰۰۰ هکتار تأسیس شد، در سال ۱۹۷۵ گسترش بیشتری یافت و مساحتی در حدود ۲۰۰٬۰۰۰ هکتار را در منطقه کوه‌های کیونگلای پوشش داد. بیش از ۴٬۰۰۰ گونه مختلف در این ذخیره‌گاه ثبت شده‌است. منطقه حفاظت‌شده ملی ولونگ حدود ۱۵۰ پاندای غول‌پیکر وحشی را در خود جای داده‌است. این ذخیره‌گاه همچنین خانه بسیاری از گونه‌های در معرض انقراض دیگر از جمله: پلنگ برفی، پاندای سرخ، میمون‌های طلایی، گوزن لب‌سفید و بسیاری از گیاهان ارزشمند است. تا قبل از زمین‌لرزه ویرانگر سیچوان در سال ۲۰۰۸، ولونگ هر سال تا ۲۰۰٬۰۰۰ بازدیدکننده داشت.
به عنوان یکی از پناهگاه‌های پاندا سیچوان، ذخیره‌گاه طبیعی ملی ولونگ از سال ۲۰۰۶ در فهرست میراث جهانی یونسکو قرار گرفته‌است.